# Corey Benjamin
Pour les articles homonymes, voir Benjamin.
Corey Dwight Benjamin, né le 24 février 1978 à Compton (États-Unis), est un joueur professionnel américain de basket-ball. Il mesure 1,98 m.

## Draft
- Sélectionné à la 28e place du premier tour par les Bulls de Chicago (NBA).

## Clubs

### Universitaires
- 1996 - 1998 :  Beavers d'Oregon State (NCAA 1 )

### Professionnels
- 1998 - 2001 :  Bulls de Chicago (NBA)
- 2001 - 2002 : 
  -  Sutor Montegranaro
  - puis Southern California Surf (en) (ABA)
- 2002 - 2003 :  Hawks d'Atlanta (NBA)

puis  Lowgators de North Charleston (NBDL)
- 2003 - 2004 :  Chalon-sur-Saône (Pro A)
- 2004 - 2005 :  Xinjiang Flying Tigers (CBA)
- 2005 - 2006 : 
  -  Guaros de Lara
  - puis  Mets de Guaynabo
- 2006 - 2007 :  Benfica Lisbonne ( 1er division)
- 2007 - 2008 :  Daegu Orions (en)